# Teaterverlag elgg
Der teaterverlag elgg ist ein Schweizer Theaterverlag mit Sitz in Bern im Kanton Bern. Der Verlag verlegt Theaterstücke in Mundart und Standardsprache und ist primär durch die Herausgabe von Dialekt-Theaterstücken für Schulen bekannt. Der 1900 gegründete Verlag hat seit 2023 seinen Sitz in Bern im Kanton Bern; der Namenszusatz Elgg verweist auf den früheren Sitz des Verlags in Elgg im Kanton Zürich.

## Geschichte
Der Verlag wurde 1900 von Gottfried Feuz in Elgg gegründet und hiess anfangs Deklamationsverlag. Bereits in den Anfängen lag der verlegerische Schwerpunkt auf der Herausgabe von Theaterstücken (deklamieren ist ein altes Wort für aufsagen, insbesondere von Texten für Schauspieler). Zum Verlag gehörte damals auch noch eine Buchdruckerei, was für kleinere Verlage nicht untypisch war. 1925 übernahm Willy Büchi den Verlag, der ihn fortan bis 1969 leitete. Die Firma wurde in Volksverlag Elgg umbenannt. Neben der Buchdruckerei gab das Unternehmen jetzt auch eine Lokalzeitung, die Elgger Zeitung, heraus. Zwischen 1969 und 1978 durchlief das Unternehmen unruhige Zeiten: Es gab mehrere Eigentümerwechsel, und sowohl die Buchdruckerei als auch die Elgger Zeitung wurden aus dem Verlag herausgelöst und verkauft bzw. verselbständigt. Die Elgger Zeitung fusionierte später mit der Lokalzeitung Der Tösstaler.
Eine neue Ära in der Geschichte des Verlags begann 1978, als die Bernische Gesellschaft für das Volkstheater (BGTV) den Verlag kaufte. Die BGTV, eine Dachorganisation verschiedener bernischer Theatervereine, suchte damals nach einem Verlag, der für ihre Vereine Theatertexte, besonders auch solche in Mundart, herausgibt. Dabei ging es dem BGTV weniger um die Herausgabe kommerzieller Editionen für ein breites Publikum, sondern mehr um die Sicherstellung der Verfügbarkeit solcher Texte für die Theatervereine. Max Begert und Rudolf Stalder übernahmen die Leitung des Verlags. Mit dieser Entwicklung hat der Verlag seine im Wesentlichen bis heute gültige Strategie gefunden.
Zur Neuausrichtung des Verlags 1978 gehörte auch die Übernahme der Urheberrechte an Theatertexten anderer Schweizer Verlage. Teilweise wurden ganze Reihen übernommen. Im Einzelnen hat der teaterverlag elgg damals von folgenden Verlagen insbesondere das Programm an Dialekt-Theatertexten übernehmen können: Verlag Sauerländer (Aarau), Fischer Verlag (Münsingen-Bern; nicht zu verwechseln mit mehreren gleichnamigen Verlagen in Deutschland), A. Francke Verlag (Bern; dieser Verlag hat seinen Sitz heute in Tübingen), Rex Verlag (Luzern) und Verlag Ernst Kuhn (Biel).
Mit der Übernahme des Verlags durch die BGTV wurde der Verlagssitz im zürcherischen Elgg zunehmend unpraktisch, da sowohl die neue Eigentümerin als auch der Kundenstamm ihr Zentrum im Kanton Bern hatten. Deshalb zog der Verlag 1989 von Elgg ins bernische Belp. 1997 bezog der Verlag die heutigen Geschäftsräume im Bahnhofgebäude von Belp. Im gleichen Jahr wurde der Verlag in eine GmbH umgewandelt; seither firmiert er als teaterverlag elgg in belp gmbh.

## Auszeichnung
1998 erhielt der teaterverlag elgg für seine Reihe elgger schaulust den Kulturpreis des Kantons Bern.

## Angebot
Der teaterverlag elgg hat mehr als 6500 Texte für das Amateurtheater im Angebot. Seit der Übernahme der Schultheaterreihe vom Verlag Sauerländer, die unter dem Titel die jugendreihe weitergeführt wird, verfügt der Theaterverlag zudem über mehr als 250 Stücke für das Kinder- und Jugendtheater. Insgesamt führt der  teaterverlag elgg an die 8000 Theaterstücke. Der teaterverlag elgg produziert im Gegensatz zu anderen Verlagen nur in Ausnahmefällen Bücher, die im Einzelverkauf angeboten werden. Vielmehr werden die Texte für die Bühne meistens als Typoskripte den Kunden (oft Schulen oder Theatervereinen) verkauft. Es können auch Auswahlsendungen von Stücken bestellt werden.